# Zapasy na Igrzyskach Azji Zachodniej 1997
Turniej zapasów na Igrzyskach Azji Zachodniej w Teheranie rozegrano 21 listopada 1997 roku.

## Tabela medalowa
Gospodarz igrzysk został zaznaczony kolorem.
|   | Państwo      |    |    |    | Razem: |
| - | ------------ | -- | -- | -- | ------ |
| 1 | Iran         | 9  | 4  | 2  | 15     |
| 2 | Syria        | 4  | 7  | 2  | 13     |
| 3 | Kirgistan    | 2  | 0  | 2  | 4      |
| 4 | Turkmenistan | 1  | 3  | 8  | 12     |
| 5 | Tadżykistan  | 0  | 2  | 0  | 2      |
| 6 | Liban        | 0  | 0  | 1  | 1      |
|   | razem:       | 16 | 16 | 15 | 47     |

## Wyniki

### Styl klasyczny
| Waga   | Złoto:                  | Srebro:                | Brąz:                 |
| 54 kg  | Uran Kaliłow            | Behruz Haydarzade      | Nepes Gukulow         |
| 58 kg  | Chalid al-Faradż        | Abdolsaheb Heidarzadeh | Döwletberdi Mämmedow  |
| 63 kg  | Nurjan Jusupov          | Zakaria Al-Nashid      | Mohsen Jahanbakhshian |
| 69 kg  | Afshin Mirsalehi        | Yahya Ayoub            | Auaz Ordobaev         |
| 76 kg  | Mohammad Al-Ken         | Haýder Çaryýew         | Azamat Helmabekov     |
| 85 kg  | Abdoljabbar Heidarzadeh | Mohanad Mando          | Mergen Sahatow        |
| 97 kg  | Rasul Dżazini           | Rozy Rejepow           | Mohammad Al-Haiek     |
| 130 kg | Hassan Ramdoun          | Mehdi Karimi           | Igor Grigorýan        |

### Styl wolny
| Waga   | Złoto:                  | Srebro:                   | Brąz:                |
| 54 kg  | Abbas Bandsazi          | Ahmad Davlatov            | Aşirmuhammet Çaryýew |
| 58 kg  | Hosejn Karimi           | Badie Reihani             | Döwletberdi Kasimow  |
| 63 kg  | Mohammad Naderi         | Ayman Al-Shalabi          | Alai Niyazmengliev   |
| 69 kg  | Ahmad Al-Aosta          | H.Taganov                 | Alireza Baha Basteh  |
| 76 kg  | Hossain Tatari          | Mohammad Al-Khanati       | Oleg Kadyrow         |
| 85 kg  | Ildar Saifulin          | Hossein Rastegar Moghadam | Jalal Baker          |
| 97 kg  | Mohammad Dżawad Rasechi | Abdurazzaq Alimov         | ----                 |
| 130 kg | Hamid Ghashang          | Abdullah Al-Haik          | Nasser Bchara        |